# Кохостров Бийтемиров
Кохостров Бийтемиров — окоцкий мурза (князь).
13 декабря 1621 года Кохостров Бийтемиров со своим сыном Албиром и с ногайским послом был принят царем Михаилом Фёдоровичем в Москве.
По мнению чеченского историка Т. С. Магомадовой, Кохостров-мурза Бийтемиров, его сыновья Албир-мурза и Чепан-мурза, а затем и их потомки «стали непосредственными и активными проводниками российской политики на Кавказе в течение всего XVII века». Занимая значимое положение в Терской крепости, окоцкие мурзы стремились закрепить свой статус, подтвердив его царскими грамотами и получаемым за службу Русскому царству «государевым жалованьем». На царские приемы в Москве в 1605, 1614, 1621, 1636 и 1648 годах приезжали окоцкие мурзы, а также Черкес и Бикша Алеевы, представлявшие узденскую часть окочан, и «лутшие люди» из окочан.